# Polly Samson
Polly Samson (London, 1962. április 29. –) brit újságíró, író, dalszövegíró. Apja tudósító, anyja pedig kínai származású író. Anyja születési neve Esther Cheo Ying, s egyik könyvében, a Black Country Girl In Red China címűben azt írja le, hogy milyen volt őrnagyként lenni Mao Ce-tung kínai handseregében.

## Élete
Polly gyermekkora nyugtalan volt, de csatlakozott egy kiadói vállalathoz, ahol megismerte Heathcote Williams írót, akitől első fia, Charlie született. Miután elváltak, Polly a Pink Floyd énekes-gitárosával találkozott, David Gilmour-ral, majd 1994. július 28-án, a Pink Floyd The Division Bell turnéja közben összeházasodtak. Később három gyerekük született: Joe Gilmour (1995), Gabriel Gilmour (1997) és Romany Gilmour, s jelenleg West Sussex-ben élnek. Jó néhány dalszöveg megírásában segített Gilmour-nak és BBC Radio 4-nak is írt néhány rövid történetet. 1999-ben kiadott egy válogatást ezekből Lying In Bed címen és egy Out Of The Picture című novellát 2000-ben, de számos más könyvnél is segédkezett, mint például a Gas and Air (2003), a Girls Night In (2000) és az A Day In The Life (2003) címűeknél.
Samson a The Division Bell lemez társszerzője, mivel összesen hét dalnál működött közre a tizenegyből, továbbá Clare Torry-nak is segédkezett, aki amúgy a The Great Gig in the Sky szám társszerzője. Így összesen csak két női szerzőt számlál a Pink Floyd együttes. 2006-ban David harmadik szólóalbumán, az On an Island-en zongorázik egy szám erejéig (The Blue), illetve énekel a Smile nótában, habár több számhoz is fel van tüntetve, mint társszerző.

## Könyvei
- 2000. május 4. – Lying in Bed – Virago Kiadó, ISBN 1-8604-9667-9
- 2001. április 5. – Out of the Picture – Virago Kiadó, ISBN 1-8604-9864-7